# Jon Irabagon

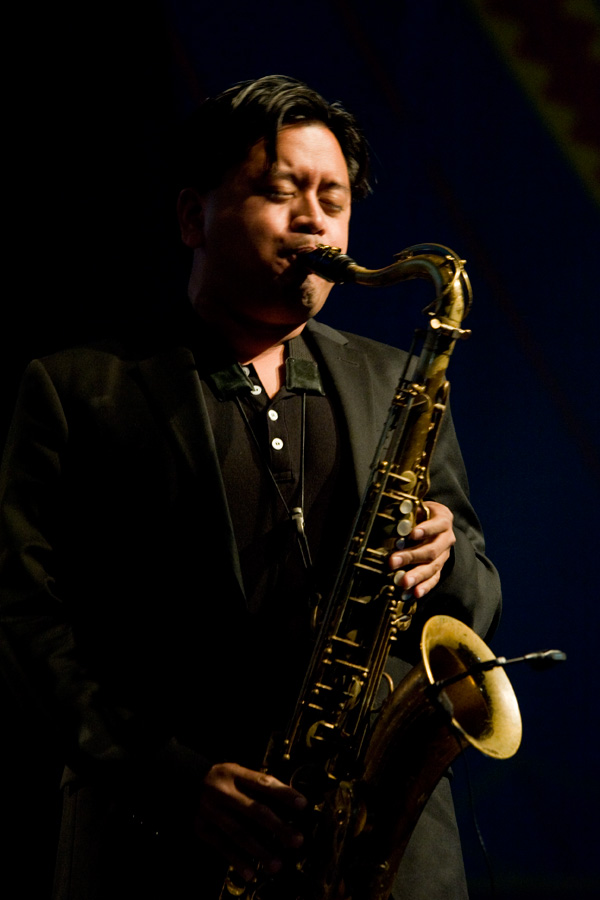
Jon Irabagon w 2011 roku

Jon Irabagon (ur. 1979) – amerykański saksofonista jazzowy pochodzenia filipińsko-amerykańskiego.

## Życiorys
W szkole średniej uczył się grać na saksofonie altowym i fortepianie. Jego pierwsze publiczne występy miały miejsce w okolicach Chicago. Studiował muzykę i dziennikarstwo na DePaul University. W 2001 przeprowadził się do Nowego Jorku, gdzie studiował w Manhattan School of Music, ucząc się od tak różnorodnych muzyków jak Dave Liebman, Wynton Marsalis, Dick Oatts i Jason Moran. W 2003 po uzyskaniu magisterium kontynuował studia jazzowe w Juilliard School pod opieką Victora Goinesa. W tym samym roku Moppa Elliott zaangażował go do swojego kwartetu Mostly Other People Do the Killing.
W 2008 zwyciężył w konkursie Thelonious Monk Saxophone Competition organizowanym przez Thelonious Monk Institute of Jazz, a krytycy magazynu DownBeat przyznali mu tytuł the Rising Star Alto Saxophone oraz the Rising Star Tenor Saxophone. Z kolei magazyn Time Out New York zaliczył go do grona The 25 essential New York City jazz icons. W 2012 został uznany za Muzyka Roku przez renomowane czasopismo The New York City Jazz Record. 
Jest stałym członkiem zespołów Mary Halvorson Quintet, Septet i Octet, Dave Douglas Quintet, Barry Altschul’s 3Dom Factor oraz Uptown Jazz Tentet. Realizuje też własne projekty. W skład istniejącego od wielu lat Jon Irabagon Quartet wchodzą Luis Perdomo, Yasushi Nakamura i Rudy Royston, a członkami Jon Irabagon Trio są ponadto Mark Helias i Barry Altschul.  
Nagrywał i występował z takimi ikonami muzyki jak Wynton Marsalis, Evan Parker, Dave Douglas, Herbie Hancock, Billy Joel, Maria Schneider Orchestra, Kenny Wheeler, Christian McBride, Joey DeFrancesco, Tom Harrell, Conor Oberst, Kenny Barron, Lou Reed, Rufus Reid, Nicholas Payton, Darcy James Argue’s Secret Society, Jah Wobble, Michael Buble, George Cables, Bill Laswell, Tom Rainey, Mary Halvorson i Peter Evans.
Założył własną wytwórnię płytową Irabbagast Records, w której nagrywa swoje płyty.
Jon Irabagon prowadzi zajęcia mistrzowskie w Japonii, Anglii, Stanach Zjednoczonych, Argentynie, Szkocji, Norwegii, Meksyku i Danii, a także współpracuje m.in. z Temple University, Columbia College oraz Hunter College. 
Wielokrotnie występował w Polsce, m.in. na festiwalu Jazz Jantar, podczas Krakowskiej Jesieni Jazzowej oraz na Sopot Jazz Festival.